# Svetlana Sheveleva
Svetlana Sheveleva, née le 26 janvier 1997, est une escrimeuse russe, pratiquant le sabre.

## Palmarès

### Championnats d'Europe
- 2018 à Novi Sad (Serbie)
  -  Médaille de bronze en sabre individuel